# Tonna tenebrosa
Tonna tenebrosa is een slakkensoort uit de familie van de Tonnidae. De wetenschappelijke naam van de soort is voor het eerst geldig gepubliceerd in 1860 door Hanley.